# Turan (agence de presse)
Pour les articles homonymes, voir Turan.
Turan est une agence de presse azerbaïdjanaise fondée en mai 1990. Rare média indépendant du pouvoir en place, il publie des informations en russe, azéri et anglais.

## Histoire
L'agence est créée dans la capitale, Bakou, en mai 1990, par un groupe de journalistes, alors que l'État appartient à l'Union des républiques socialistes soviétiques (URSS).
En 2013, un mois avant l'élection présidentielle, le président (et candidat à sa propre succession) Ilham Aliyev propose à plus d'une centaine de journalistes un logement gratuit dans un immeuble neuf près de la capitale ; selon Courrier international, Turan est le seul média non gouvernemental à refuser l'offre.
Qualifié par M, le magazine du Monde de « l’un des derniers journaux indépendants » en 2015, le média fait l'objet d'un harcèlement du régime d'Ilham Aliyev : « coupures d’électricité, connections Internet interrompues, refus d’accréditations, interdiction de recevoir des fonds étrangers, amendes diverses et variées, menaces sur la famille... ».
Le 10 août 2017, une enquête est ouverte contre Turan par l'administration fiscale, qui l'accuse de n'avoir pas déclaré toutes ses recettes,. Le 24 août, Mehman Aliev, le directeur de la publication de l'agence de presse, est arrêté, placé en garde à vue puis en détention provisoire, après une mise en examen pour « évasion fiscale » et « abus de pouvoir ». Reporters sans frontières dénonce une « escalade de la répression contre le dernier média indépendant encore actif en Azerbaïdjan » ; le Comité pour la protection des journalistes, Human Rights Watch et Amnesty International dénoncent également la répression qui vise le média,,. Sous la pression internationale, Mehman Aliev est placé sous résidence surveillée le 11 septembre et finalement libéré (en même temps que les poursuites à l'égard de Turan sont abandonnées) en novembre. Associated Press rapporte que quelques mois avant l'ouverture de poursuites judiciaires contre l'agence de presse, le gouvernement aurait proposé à Mehman Aliev de la financer en échange de son contrôle – et aurait essuyé un refus.